# Stazione di Fukuyama
La stazione di Fukuyama (福山駅?, Fukuyama-eki) è la principale stazione ferroviaria della città omonima, nella prefettura di Hiroshima. È gestita da JR West e viene servita dalle linee Sanyō, Fukuen e dal treno ad alta velocità Sanyō Shinkansen.

## Linee
JR West
■ Linea principale Sanyō
■ Linea Fukuen
 Sanyō Shinkansen

## Caratteristiche
La stazione è situata su un viadotto e dispone in totale di 8 binari passanti, di cui due riservati all'alta velocità Shinkansen. I binari Shinkansen si trovano al terzo piano, e dispongono di due marciapiedi laterali. Sotto di essi si trovano sei binari per le linee regionali con tre marciapiedi a isola. Quattro binari sono usati dalla linea principale Sanyō, e due dalla Fukuen.
| 1   | Sanyō Shinkansen         | per Hiroshima, Hakata e Kagoshima-Chūō |
| 2   | Sanyō Shinkansen         | per Okayama, Shin-Ōsaka e Tokyo        |
| 3-4 | ■ Linea principale Sanyō | per Onomichi, Mihara e Hiroshima       |
| 5-6 | ■ Linea principale Sanyō | per Kasayama, Kurashiki e Okayama      |
| 7-8 | ■ Linea Fukuen           | per Kannabe, Fuchū e Miyoshi           |

## Stazioni adiacenti
| «                      | Servizio               | »                      |
| Linea principale Sanyō | Linea principale Sanyō | Linea principale Sanyō |
| ---------------------- | ---------------------- | ---------------------- |
| Higashi-Fukiyama       | Locale                 | Bigo-Akasaka           |
| Kasaoka                | Rapido Sun Liner1      | (Bigo-Akasaka)         |
| Linea Fukuen           |                        |                        |
| Capolinea              | Locale                 | Bigo-Honjō             |
| Sanyō Shinkansen       |                        |                        |
| Shin-Kurashiki         | -                      | Shin-Onomichi          |

- 1: In direzione Bigo-Akasaka il treno diventa un locale